# Neurotic Outsiders
Neurotic Outsiders — американская супергруппа, образованная в 1995 году участниками групп Guns N' Roses, Sex Pistols и Duran Duran.

## История

### Формирование группы
10 марта 1995 года в лас-вегасском клубе «The Joint» состоялся концерт группы Wayne Neutron, исполнявшей кавер-версии песен различных рок-коллективов. Костяк команды составляли будущие члены Neurotic Outsiders барабанщик Мэтт Сорум и басист Дафф МакКаган (оба — Guns N' Roses), а также гитарист Игги Попа Эрик Месмерайз и гитарист Билли Айдола Стиви Стивенс. В ходе концерта к группе присоединялись и другие музыканты, и в частности во время исполнения песен «Black Leather», «Raw Power» и «I Wanna Be Your Dog» на сцену в качестве вокалиста и гитариста вышел Стив Джонс (экс-Sex Pistols).
В июне того же года под названием Neurotic Boy Outsiders (другое использовавшееся на ранних выступлениях команды название — Kings of Chaos) группа участвует в благотворительном концерте в лос-анджелесском клубе Viper Room. Помимо Сорума, МакКагана и Джонса в качестве четвёртого члена команды приглашается басист Duran Duran Джон Тэйлор, в 1980-х уже принимавший участие в другой супергруппе — The Power Station. Планировалось, что Neurotic Boy Outsiders соберутся вместе лишь для одного выступления, но после концерта в Viper Room группа продолжила совместную работу.

### Концерты и запись альбома
Первое полноценное выступление Neurotic Outsiders состоялось 28 июня 1995 года в том же клубе Viper Room. До октября этот зал стал для группы главной площадкой. Ранний репертуар коллектива составляли кавер-версии композиций Sex Pistols, The Stooges, The Damned, The Clash и др., и на выступлениях к участникам коллектива часто присоединялись другие музыканты, в частности Брайан Сетцер, Билли Айдол,
Слэш и Саймон Ле Бон из тех же Guns N' Roses и Duran Duran. Начиная с конца 1995 года концерты Neurotic Outsiders традиционно начинались с исполнения песни Duran Duran «Planet Earth». Начало 1996 года прошло в недолгих гастролях по США, после чего группа приступила к записи диска.
Первый и единственный альбом группы под одноимённым названием Neurotic Outsiders вышел на принадлежащем Мадонне лейбле Maverick Records 10 сентября 1996 года. Продюсером альбома выступил Джерри Харрисон (Talking Heads), известный по студийной работе с
Violent Femmes, Crash Test Dummies, No Doubt и др. Трек-лист альбома насчитывал 11 композиций и кавер-версию песни The Clash «Janie Jones». Автором большинства песен стал Стив Джонс. Музыкальный материал представил собой микширование элементов панка, хард-рока и альтернативной музыки.

### Распад и реюнионы
После выхода альбома последовал короткий тур по США и Европе, после чего группа вступила в длительный период бездеятельности. В начале 1997 года поползли сплетни, что группа распалась, а Джонс присоединился к Guns N' Roses. Слухи по поводу Guns N' Roses были опровергнуты, но летом
1998 года официальные представители Джонса подтвердили, что Neurotic Outsiders действительно прекратили своё существование. Сорум впоследствии вернулся в The Cult, где играл ещё до Guns N' Roses, а Тэйлор — в Duran Duran. МакКаган сначала возродил свой старый проект 10 Minute Warning, а затем занялся сольной карьерой. В дальнейшем Сорум и МакКаган стали участниками супергруппы Velvet Revolver.
Между тем Джонс вместе с Сорумом, МакКаганом и Билли Даффи (The Cult) успевают записать для трибьютного альбома Элису Куперу Humanary Stew кавер-версию песни «Elected», а в апреле того же 1999 года воссоединившиеся Neurotic Outsiders дают четыре концерта в своём «родном» зале Viper Room. Второй и последний реюнион группы произошёл 7 декабря 2006 года — Neurotic Outsiders ещё один раз выступили на той же площадке.

## Состав
- Стив Джонс — вокал, гитара
- Дафф МакКаган — гитара, бэк-вокал
- Джон Тэйлор — бас, бэк-вокал
- Мэтт Сорум — барабаны

## Дискография

### Альбомы
- Neurotic Outsiders (1996)

### Синглы
- Jerk (1996)
- Angelina (1997)